# 広瀬王
広瀬王（ひろせおう、生年不詳 - 養老6年1月28日（722年2月18日））は、飛鳥時代から奈良時代にかけての皇族。名は広湍王とも記される。敏達天皇の孫で、春日皇子の子。官位は正四位下・大蔵卿。

## 経歴
天武天皇10年（681年）川島皇子・忍壁皇子らと『帝紀』や上古諸事（『本辞』・『旧辞』など）の編修を命じられる。天武天皇13年（684年）大伴安麻呂とともに畿内に派遣され新都造営に相応しい地を視察し占う（この時の冠位は浄広肆）。
持統天皇6年（692年）持統天皇による伊勢行幸が行われた際、留守官を勤める。大宝2年（702年）持統上皇の崩御に際して、造大殿垣司および御装司副を勤めた（このときの位階は従四位下）。
その後、和銅元年（708年）大蔵卿、養老2年（718年）正四位下に叙任されている。元正朝の養老6年（722年）1月28日卒去。最終官位は散位正四位下。
子孫は臣籍降下し香山真人姓を名乗った。

## 官歴
『六国史』による。
- 天武天皇13年（684年）以前：浄広肆
- 大宝2年（702年）以前：従四位下
- 時期不詳：従四位上
- 和銅元年（708年）：大蔵卿
- 養老2年（718年）正月5日：正四位下
- 養老6年（722年） 1月28日：卒去（散位正四位下）